# Culex nebulosus
Culex nebulosus är en tvåvingeart som beskrevs av Theobald 1901. Culex nebulosus ingår i släktet Culex och familjen stickmyggor. Inga underarter finns listade i Catalogue of Life.